# Архиепархия Бейрута (армяно-католическая)

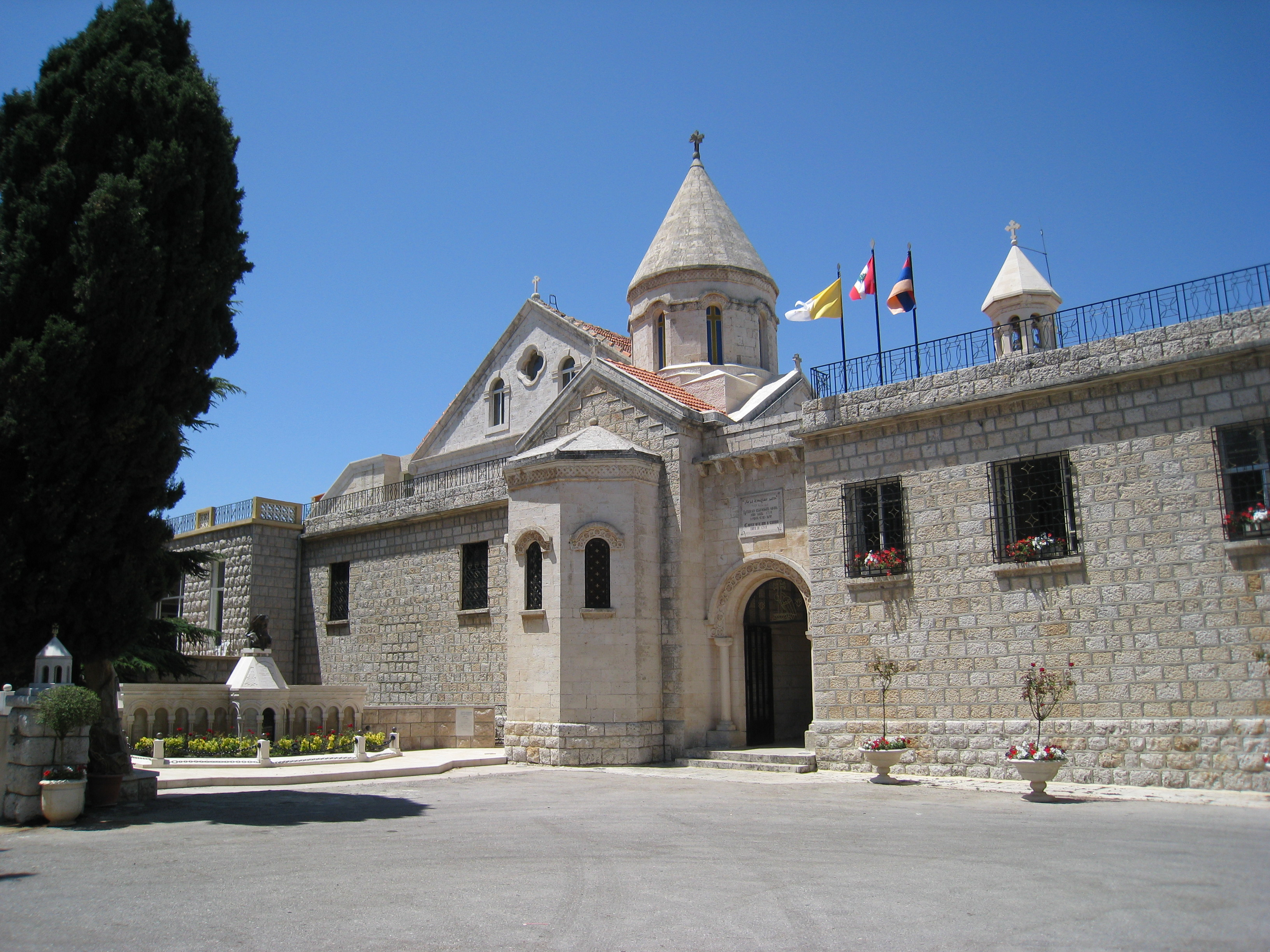
Бывший кафедральный собор Успения Пресвятой Богородицы, Бзуммар, Ливан

Архиепархия Бейрута (лат.  Archieparchia Berytensis Armenorum) — архиепархия Армянской католической церкви с центром в городе Бейрут, Ливан. Архиепархия Бейрута распространяет свою юрисдикцию на всю территорию Ливана. Собственная архиепархия Патриарха Киликии Армянской. Кафедральным собором архиепархии Бейрута является церковь святых Илии и Григория Просветителя. В населённом пункте Бзуммар находится бывший кафедральный собор Успения Пресвятой Богородицы, в настоящее время являющийся резиденцией Патриарха Киликии Армянской.

## История
Гонения на христиан в Османской Турции привели к массовой эмиграции христиан в Сирию и Ливан, среди которых также были и армянские католики. В мае-июле 1918 года армянские католические епископы, спасшиеся от армянского геноцида, провели в Риме под руководством кардинала Луиджи Синчеро ряд консультаций, результатом которых реорганизация Армянской католической церкви. Среди прочих постановлений было решение от 23 июня перенести кафедру Патриарха из Константинополя в монастырь, находящийся в деревне Бзуммар.
Римский папа Пий XI утвердил решения армянских епископов и 25 января 1929 года издал бреве «Litteris apostolicis», которым учредил архиепархию Бейрута как собственную архиепархию Патриарха Киликии Армянской.

## Ординарии архиепархии
- Boghos Bedros XIII Terzian (25.01.1929 — 15.12.1931);
- Avedis Bedros XIV Arpiarian (17.10.1931 — 26.10.1937);
- Григорий-Пётр XV Агаджанян (30.11.1937 — 25.08.1962);
- Iknadios Bedros XVI Batanian (4.09.1962 — 1976);
- Hemaiag Bedros XVII Guedikian (3.07.1976 — 30.05.1982);
- Ованес Бедрос XVIII I.C.P.B.[1] (5.08.1982 — 28.11.1998);
- Нерсес Бедрос XIX (7.10.1999 — по настоящее время).

## Источник
- Annuario Pontificio, Libreria Editrice Vaticana, Città del Vaticano, 2003, ISBN 88-209-7422-3
- Бреве Litteris apostolicis Архивная копия от 3 марта 2013 на Wayback Machine, AAS 21 (1929), стр. 581—582  (лат.)
- Dictionnaire d’Histoire et de Géographie ecclésiastiques Архивная копия от 29 октября 2019 на Wayback Machine, vol. VIII, Parigi 1935, coll. 1322—1323  (фр.)